# جوستين كارول
جوستين كارول (بالإنجليزية: Justine Battersby)‏ هي مجدفة أسترالية، ولدت في القرن العشرين.

## وصلات خارجية
- جوستين كارول على موقع الاتحاد الدولي للتجديف (الإنجليزية)